# کنگو توکوشیما
کنگو توکوشیما (ژاپنی: 多久島 顕悟؛ زادهٔ ۱۵ مهٔ ۱۹۸۷) یک بازیکن فوتبال اهل ژاپن است.
از باشگاه‌هایی که در آن بازی کرده‌است می‌توان به باشگاه فوتبال آویسپا فوکوئوکا اشاره کرد.